# Atrophia Red Sun
Atrophia Red Sun – polska grupa muzyczna wykonująca w początkowym okresie działalności doom metal, obecnie zespół prezentuje muzykę z pogranicza metalu progresywnego oraz industrial death metalu. Grupa powstała 1994 roku w Krakowie z inicjatywy instrumentalisty klawiszowca Piotra Kopcia, pseudonim "VX The Mind Ripper".
W 2008 roku zespół zakończył działalność.

## Historia
Grupa powstała 1994 roku w Krakowie z inicjatywy instrumentalisty klawiszowca Piotra Kopcia, pseudonim "VX The Mind Ripper". Wkrótce potem dołączyli wokalista Adrian "Covan" Kowanek, gitarzyści Piotr "Pita" Stepkowski i Marcin "Bochaj" Bochajewski, basista Michał "Banan" Nasiadka oraz perkusista Paweł "Grzechotka" Wegrzyn.
Pierwsze wydawnictwo grupy zatytułowane Painfull Love ukazało się w 1995 roku nakładem wytwórni muzycznej Croon Records. W 1996 roku ukazał się drugi album grupy zatytułowany Fears, wydany nakładem Morbid Noizz Production, z muzyką w stylistyce doom metal. Album został nagrany i zmiksowany w krakowskim studiu TR Sound. Do 1999 roku grupę opuścili obaj gitarzyści oraz basista, tego samego roku dołączył gitarzysta Rafał "Kastor" Kastory i basista Paweł Kolasa. Rok później Kolasę zastąpił Grzegorz "Felix" Feliks. 
W 2001 roku już w nowym składzie grupa zarejestrowała demo pt. Promo 2001 oraz rok później Demo 2002 zawierające muzykę inspirowaną thrash i death metalem oraz muzyką elektroniczną. W 2003 grupę opuścił perkusista Paweł Wegrzyn, którego zastąpił Miłosz "Milo" Likowski. W składzie Adian "Covan" Kowanek, Piotr "VX The Mind Ripper" Kopeć, Rafał "Kastor" Kastory, Grzegorz "Felix" Feliks oraz Miłosz "Milo" Likowski zespół w Dominik Home Studio zarejestrował trzeci album zatytułowany Twisted Logic wydany 25 lipca tego samego roku nakładem Empire Records. W kwietniu 2005 roku grupa zawiesiła działalność, jednak ponownie tego samego roku w zmienionym składzie grupa wznowiła działalność. W 2008 roku zespół zakończył działalność.

## Dyskografia
Albumy studyjne
- Painfull Love (1995, Croon Records)
- Fears (1997, Morbid Noizz Production, MNCD 252)
- Twisted Logic (2003[4], Empire Records, EMP 028 CD)

Dema
- Promo 2001 (2001, wydanie własne)
- Demo 2002 (2002, wydanie własne)